# تونی پرتس
تونی پرتس (انگلیسی: Toni Prats؛ زادهٔ ۹ سپتامبر ۱۹۷۱) بازیکن فوتبال اهل اسپانیا است.
از باشگاه‌هایی که در آن بازی کرده‌است می‌توان به باشگاه فوتبال هرکولس، باشگاه فوتبال رئال بتیس، باشگاه فوتبال سلتاویگو، و باشگاه ورزشی رئال مایورکا اشاره کرد.